# 포모라블레구

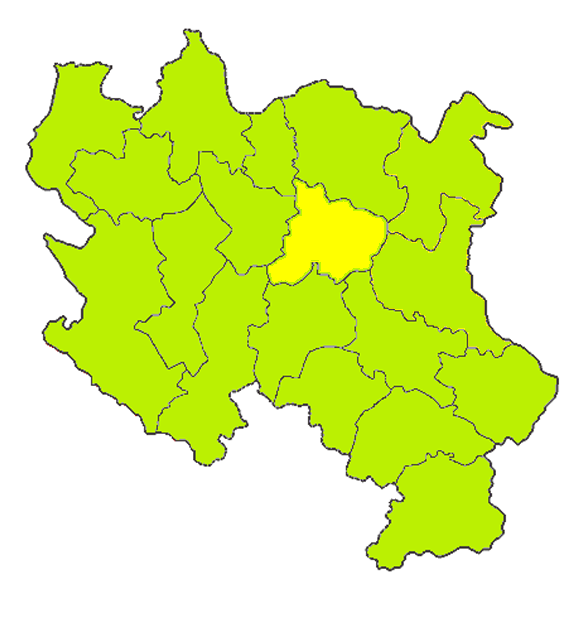
포모라블레 구의 위치

포모라블레구(세르비아어: Поморавски округ, Pomoravski okrug)는 세르비아 중부에 위치한 구로 행정 중심지는 야고디나이며 면적은 2,614km2, 인구는 227,435명(2002년 인구 조사 기준), 인구 밀도는 87.0명/km2이다.

## 지방 자치체
6개 지방 자치체와 6개 군, 185개 마을을 관할한다.
- 야고디나 (Jagodina)
- 추프리야 (Ćuprija)
- 파라친 (Paraćin)
- 스빌라이나츠 (Svilajnac)
- 데스포토바츠 (Despotovac)
- 레코바츠 (Rekovac)

## 인구
인구와 민족 분포는 2002년 인구 조사를 기준으로 한다.
- 세르비아인: 218,454명
- 블라크인: 2,049명
- 로마인: 1,591명

| 연도  | 인구    | ±% p.a. |
| ----- | ------- | ------- |
| 1948  | 225,392 | —       |
| 1953  | 240,512 | +1.31%  |
| 1961  | 254,521 | +0.71%  |
| 1971  | 262,055 | +0.29%  |
| 1981  | 270,474 | +0.32%  |
| 1991  | 264,108 | −0.24%  |
| 2002  | 227,435 | −1.35%  |
| 2011  | 214,536 | −0.65%  |
| 출처: |         |         |

## 같이 보기
- 세르비아의 행정 구역